# Веретенников, Леонид Порфирьевич
Веретенников Леонид Порфирьевич (1915—1984) — советский русский учёный в области корабельной электроэнергетики, педагог, доктор технических наук, профессор, заслуженный деятель науки и техники РСФСР, контр-адмирал (1984).

## Биография
Леонид Порфирьевич Веретенников родился 6 мая 1915 года в Моршанске Тамбовской области.
В 1933 году окончил фабрично-заводское училище при Невском машиностроительном заводе им. В. И. Ленина в Ленинграде. Работал токарем на этом заводе до 1934 года.
В 1934 году поступил в Ленинградский институт инженеров железнодорожного транспорта (ЛИИЖТ), но в 1937 году по комсомольскому набору был направлен в Высшее военно-морское инженерное училище им. Ф. Э. Дзержинского, которое окончил с отличием в 1940 году.
С 1940 по 1945 годы проходил службу на Балтийском флоте командиром электротехнической группы и командиром электротехнического дивизиона линкоров «Марат» и «Октябрьская революция». Участник советско-финской и Великой отечественной войн. Принимал участие в обороне Ленинграда и снятии блокады. В годы войны был награждён медалями «За боевые заслуги» и «За оборону Ленинграда», орденом Отечественной войны 2 степени.

«23 сентября 1941 года вражескими бомбами была оторвана носовая часть линкора „Петропавловск“ и командир дивизиона погиб, тов. Веретенников будучи командиром электро-технической группы взял командование на себя и до последней минуты вёл борьбу за живучесть корабля…»— Из наградного листа на Веретенникова Л. П.
В 1945 году поступил на факультет военного кораблестроения Военно-морской академии кораблестроения и вооружения им. А. Н. Крылова. В 1947 году был оставлен в адъюнктуре при академии. В 1951 году защитил кандидатскую диссертацию и был назначен преподавателем. В 1953 году назначен начальником кафедры «Эксплуатация и боевое использование электротехнических средств корабля». В этом же году утверждён в звании доцента.
18 февраля 1958 присвоено звание инженер-контр-адмирал.
С 1955 по 1959 год — начальник электротехнического факультета ВМА.
В 1959 году, после реорганизации академии, был назначен начальником кафедры электротехнических систем кораблей. В этой должности прослужил до 1975 г.
В 1965 году Л. П. Веретенникову присуждена учёная степень доктора технических наук, в 1967 — учёное звание профессор, в 1973 — звание «Заслуженный деятель науки и техники РСФСР».
В 1975 году уволен в запас.
Умер 14 сентября 1984 года. Похоронен на Северном кладбище Санкт-Петербурга.

Могила Веретенникова на Северном кладбище Санкт-Петербурга.

## Награды
- Орден Красной Звезды;
- Орден Отечественной войны I степени;
- Орден Отечественной войны II степени [3];
- Орден «За службу Родине в Вооружённых Силах СССР» 3-й степени;
- Медаль «За боевые заслуги»;
- Медаль «За оборону Ленинграда»;
- Медаль «За победу над Германией в Великой Отечественной войне 1941—1945 гг.»;
- Медали СССР.